# Heber Doust Curtis
Heber Doust Curtis (Muskegon, 27 giugno 1872 – Ann Arbor, 9 gennaio 1942) è stato un astronomo statunitense.
Studiò a Detroit e all'Università del Michigan, poi si trasferì all'Università della Virginia, dove ottenne il dottorato in astronomia. Dal 1902 al 1920 lavorò all'osservatorio Lick, occupandosi in particolare dello studio delle nebulose.
È noto soprattutto per essere stato uno dei protagonisti, con Harlow Shapley, del famoso Grande Dibattito del 1920 sulla natura delle nebulose e delle galassie e sulle dimensioni dell'Universo.
Nel 1920 fu nominato direttore dell'Osservatorio Allegheny, in Pennsylvania, dove progettò e fece costruire vari strumenti. Nel 1930 gli fu offerta la direzione degli osservatori astronomici dell'università del Michigan. Le ristrettezze dovute alla grande depressione non gli permisero di realizzare un grande  telescopio riflettore che aveva progettato per l'università del Michigan ad Ann Arbor.
Contribuì alla costruzione dell'osservatorio privato McMath-Hulbert di Lake Angelus. Partecipò a 11 spedizioni per l'osservazione di eclissi.